# Gunnar Dahllie
Gunnar Dahllie, född 1783, död 1862, även kallad Spelman-Gunnar, var en spelman född på fjällgården Holden i Norge intill gränsen till Sverige. Han är omtalad i flera berättelser som spelkonkurrent till spelmannen Lapp-Nils. Han var valsspecialist och hade flera elever på svenska sidan.